# 支援学校仙台みらい高等学園
支援学校仙台みらい高等学園（しえんがっこう せんだいみらいこうとうがくえん）は、宮城県仙台市青葉区にある私立特別支援学校。知的障害を主たる教育対象としている。学校法人三幸学園が設置する、高等支援学校である。

## 概要
同校は旧宮城県教育研修センター跡地に新設開校。軽度の知的障害のある生徒を受け入れ、就労支援や就職に向けたキャリア教育に取り組む。高等部課程の本科（3年間）、専門教育課程の専攻科（2年間）を設置。

## 沿革
- 2021年4月1日 - 学校法人三幸学園支援学校仙台みらい高等学園として開校

## 学部・学科
- 高等部
  - キャリアデザイン科本科
    - 芸美コース
    - 食農コース
    - 福祉コース
    - サービスコース

  - キャリアデザイン科専攻科
    - 芸美コース
    - 食農コース
    - 福祉コース
    - サービスコース

※キャリアデザイン科本科のコースは2年次より所属。1年次は、生徒全員が4コースの基礎を学ぶ。